# クロード・ソーンヒル
クロード・ソーンヒル（Claude Thornhill、1908年8月10日 - 1965年7月1日）は、アメリカ合衆国のピアニスト、編曲家、作曲家、バンドリーダー。
スタンダード・ナンバーとして知られる「Snowfall」や、ビリー・ホリデイが歌った「I Wish I Had You」などをつくった。

## キャリア

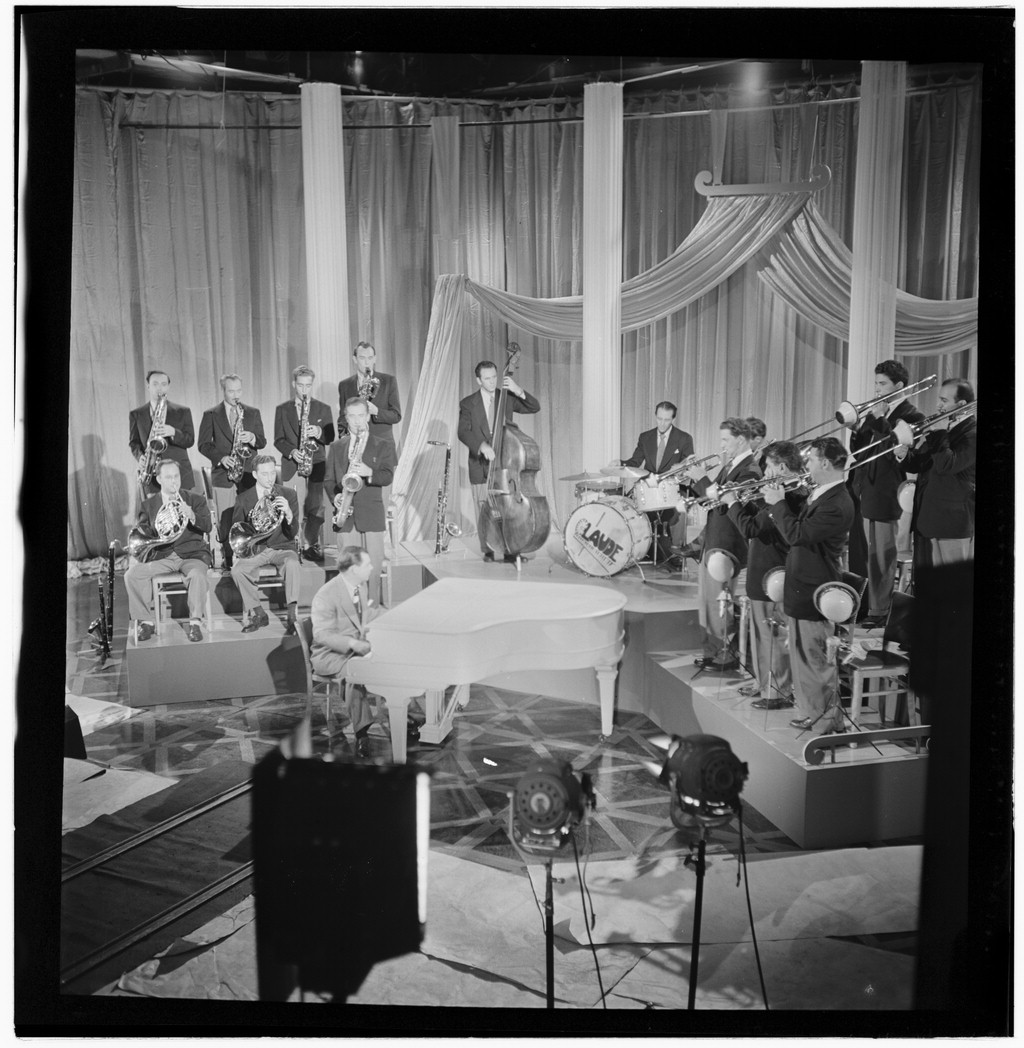
彼のオーケストラ。ジョー・シュルマン、ダニー・ポロ、リー・コニッツ、ルイス・マッシ、バリー・ガルブレイス、ビル・バーバーらと。1947年撮影

1908年8月10日 にインディアナ州テレホートで生まれる。神童として知られ、インディアナ州クリントン出身のクラリネットとトランペットの神童であったダニー・ポロとデュオでツアーを行った。高校時代に劇場バンドを複数掛けもちしていた。1924年、16歳でシンシナティ音楽大学に入学。同年、クラリネット奏者のアーティ・ショウとオースティン・ワイリー・オーケストラに入団。2人は1931年にニューヨークへと移る。1930年代後半にボブ・ホープのラジオ・ショーの仕事で西海岸に行き、ジュディ・ガーランド主演の映画『青春一座』(Babes in Arms)でアレンジを担当した。
1935年、グレン・ミラー・オーケストラのメンバーとして初めて録音に参加。グレン・ミラー作曲の「Solo Hop」で演奏し、コロムビア・レコードが発売した。ポール・ホワイトマン、ベニー・グッドマン、レイ・ノーブル、グレン・ミラー、ビリー・ホリデイらと共演。「Loch Lomond」と「Annie Laurie」をマキシン・サリヴァンに編曲し、1939年に自分のオーケストラを組織。ダニー・ポロがクラリネットを担当した。ダンス・バンドであったが、ギル・エヴァンスの革新的なアレンジによって有名になった。ギルが編曲した「Portrait of a Guinea Farm」はクラシック・ナンバーとなった。
メンバーはビブラートなしで演奏し、クールなサウンドやクールな不協和音をもつ「Snowfall」「A Sunday Kind of Love」「Love for Love」がヒットした。これらの中で一番有名な「Snowfall」は、1941年に品番「コロムビア36268」のレコードとして発売された。Vディスク・レコード社も品番「V-Disc 271A1」として発売した。
1942年にニューヨークのパラマウント劇場で週に1万ドルを稼ぐようになっていたが、第二次世界大戦が勃発し、海軍へと入隊する。ジャッキー・クーパー（ドラム）やデニス・デイ（ボーカル）と演奏活動を行った。
1946年に除隊し、オーケストラを再結成。バップ風味を導入。旧メンバー、ダニー・ポロ、ジェリー・マリガン、バリー・ガルブレイスなどのほか、新たにレッド・ロドニー、リー・コニッツ、ジョー・シュルマン、ビル・バーバーなどが加入した。
ディジー・ガレスピーの「Anthropology」（1947年）をギル・エヴァンスが楽団用に編曲したバージョンは、多くのバッパーに影響した。
1950年代中期にトニー・ベネットの音楽監督となる。楽団の総譜はミズーリ州のドゥルーリー大学が保存している。
1965年7月1日、ニュージャージー州コールドウェルの自宅で心臓発作によって亡くなった。56歳没 。

## 作曲
ソーンヒルの作品には、「Snowfall」「I Wish I Had You」（ビリー・ホリデイ、ファッツ・ウォーラーが録音）、「Let's Go」「Shore Road」「Portrait Of A Guinea Farm」「Lodge Podge」「Rustle Of Spring」「It's Time For Us To Part」「It Was A Lover And His Lass」「The Little Red Man」「Memory Of An Island」「Where Has My Little Dog Gone?」などがある。

### 「Snowfall」のカバー・バージョン
1941年にピアノで作曲した「Snowfall」を演奏したミュージシャンは以下の通り。
- ヘンリー・マンシーニ
- シンガーズ・アンリミテッド
- トニー・ベネット
- BBCビッグ・バンド
- クリス・コナー
- ドリス・デイ
- ウェス・モンゴメリー
- ケニー・プール・アンド・ジーン・バートンシーニ
- ヘレン・メリル
- ジ・アヴァランチズ
- リッチー・コール with ハンク・クロフォード
- エディ・サウス
- グレン・ミラー・アンド・ヒズ・オーケストラ
- グレン・グレイ・アンド・ザ・カサ・ロマ・オーケストラ
- イノック・ライト・アンド・ザ・ライト・ブリゲイド
- エスキベル
- ビリー・ヴォーン
- ジョージ・シアリング
- ジョン・ウィリアムズ・アンド・ザ・ボストン・ポップス
- スキッチ・ヘンダーソン・アンド・バッキー・ピザレリ
- ラムゼイ・ルイス・トリオ
- マイケル・フォーチュネイト
- ディック・ハイマン
- ジャッキー・グリーソン
- フォー・フレッシュメン
- エディ・ロックジョウ・デイヴィス
- テッド・ヒース
- マイク・ホースフォール
- ポール・プリムリー
- エミリー・レムラー
- スティーヴ・ホール
- マンハッタン・トランスファー
- カフェ・アコーディオン・オーケストラ
- ハワード・アルデン・アンド・バッキー・ピザレリ
- アーマッド・ジャマル
- リズ・ストーリー
- NRBQ
- ジョン・ゾーン
- モンキーズ

## 受賞
1984年にビッグバンドとジャズの殿堂入り。

## 参照
1. ↑  "Thornhill, Claude". The New Grove Dictionary of Jazz. 2010年2月10日. {{cite encyclopedia}}: |access-date=を指定する場合、|url=も指定してください。 (説明)
2. ↑  Staff. "Claude Thornhill Is Dead at 56; Pianist Led Band in 'Swing Era; Arranger for Judy Garland Films Set Up Group. in '39 -- Won 2 Billboard Polls", The New York Times, July 2, 1965. Accessed July 3, 2011. "CALDWELL, N. J., July 1 - Claude Thornhill, whose big band was one of the most popular in the swing era, died today at his home here after having suffered two heart attacks. He was 56 years old."

## 外リンク
- Claude Thornhill - オールミュージック
- Christopher Popa, The Sound Hung Like a Cloud, bigbandlibrary.com www.bigbandlibrary.com/claudethornhill.html
- Claude Thornhill:  Godfather of Cool
- "Claude Thornhill," SOLID! The encyclopedia of big band, lounge, classic jazz and space-age sounds